# رودريغو أنطونيو
رودريغو أنطونيو (بالبرتغالية: Rodrigo Antônio do Nascimento‏) (27 يوليو 1987 بريو دي جانيرو في البرازيل - ) هو لاعب كرة قدم برازيلي في مركز الوسط. لعب مع نادي أولهانينسي ونادي باسوش دي فيريرا ونادي بيلينينسش ونادي فاسكو دا غاما ونادي ماريتيمو وC.S. Marítimo B ‏ وGrande Rio Bréscia Clube ‏ وIpatinga Futebol Clube ‏.

## وصلات خارجية
- رودريغو أنطونيو على موقع قاعدة بيانات كرة القدم.إي يو (الإنجليزية)
- رودريغو أنطونيو على موقع Soccerway.com (الإنجليزية)
- رودريغو أنطونيو على موقع AS.com (الإسبانية)